# Мейфлавер-Вілледж (Каліфорнія)
Мейфлавер-Вілледж (англ. Mayflower Village) — переписна місцевість (CDP) в США, в окрузі Лос-Анджелес штату Каліфорнія. Населення — 5402 особи (2020).

## Географія
Мейфлавер-Вілледж розташований за координатами 34°6′57″ пн. ш. 118°0′35″ зх. д. / 34.11583° пн. ш. 118.00972° зх. д. (34.115913, -118.009595).  За даними Бюро перепису населення США в 2010 році переписна місцевість мала площу 1,78 км², уся площа — суходіл.

## Демографія
Згідно з переписом 2010 року, у переписній місцевості мешкало 5515 осіб у 1905 домогосподарствах у складі 1425 родин. Густота населення становила 3100 осіб/км².  Було 1975 помешкань (1110/км²).
Расовий склад населення:
| - 53,1 % — білих - 31,4 % — азіатів - 1,5 % — чорних або афроамериканців - 0,5 % — корінних американців - 0,1 % — вихідців з тихоокеанських островів - 8,9 % — осіб інших рас |

До двох чи більше рас належало 4,5 %. Частка іспаномовних становила 27,6 % від усіх жителів.
За віковим діапазоном населення розподілялося таким чином: 21,7 % — особи молодші 18 років, 64,6 % — особи у віці 18—64 років, 13,7 % — особи у віці 65 років та старші. Медіана віку мешканця становила 41,1 року. На 100 осіб жіночої статі у переписній місцевості припадало 92,5 чоловіків;  на 100 жінок у віці від 18 років та старших — 89,7 чоловіків також старших 18 років.
Середній дохід на одне домашнє господарство  становив 86 632 долари США (медіана — 65 395), а середній дохід на одну сім'ю — 100 373 долари (медіана — 76 458). Медіана доходів становила 48 092 долари для чоловіків та 38 646 доларів для жінок. За межею бідності перебувало 7,2 % осіб, у тому числі 9,2 % дітей у віці до 18 років та 4,2 % осіб у віці 65 років та старших.
Цивільне працевлаштоване населення становило 2586 осіб. Основні галузі зайнятості: освіта, охорона здоров'я та соціальна допомога — 29,3 %, роздрібна торгівля — 11,8 %, виробництво — 11,4 %.